# Micaelamys namaquensis
Micaelamys namaquensis  (Smith, 1834) è un roditore della famiglia dei Muridi diffuso nell'Africa meridionale.

## Descrizione

### Dimensioni
Roditore di piccole dimensioni, con la lunghezza della testa e del corpo tra 80 e 147 mm, la lunghezza della coda tra 107 e 197 mm, la lunghezza del piede tra 16 e 32 mm, la lunghezza delle orecchie tra 11 e 24 mm e un peso fino a 57,9 g.

### Aspetto
La pelliccia è lunga e soffice. Le parti dorsali variano dal bruno-giallastro al bruno-rossastro cosparse di peli nerastri particolarmente sulla schiena, mentre le parti ventrali variano dal bianco al grigio chiaro o giallo-arancione chiaro con la base dei peli grigia. Le orecchie sono grandi e larghe, cosparse di corti peli nerastri. Il dorso dei piedi è biancastro. La coda è molto più lunga della testa e del corpo, è uniformemente nerastra, rivestita di scaglie e cosparsa di pochi peli. Le femmine hanno un paio di mammelle pettorali e due paia addominali. Il numero cromosomico è 2n=24.

## Biologia

### Comportamento
È una specie terricola, talvolta arboricola e notturna, con il picco delle attività appena dopo il tramonto e appena prima dell'alba. Costruisce nidi con steli d'erba nei crepacci e nelle cavità di alberi. Vive solitariamente, a coppie oppure in piccoli gruppi. I maschi adulti mostrano intolleranza verso gli altri membri dello stesso sesso. È  ben adattata alle escursioni termiche, il metabolismo a riposo e la conduttanza termica è più bassa di quanto si può attendere da un animale di questa taglia ed alcuni individui possono resistere per un lungo periodo senza acqua quando la dieta è povera di fibre. Tuttavia sembra poco adatto a condizioni aride come i gerbilli.

### Alimentazione

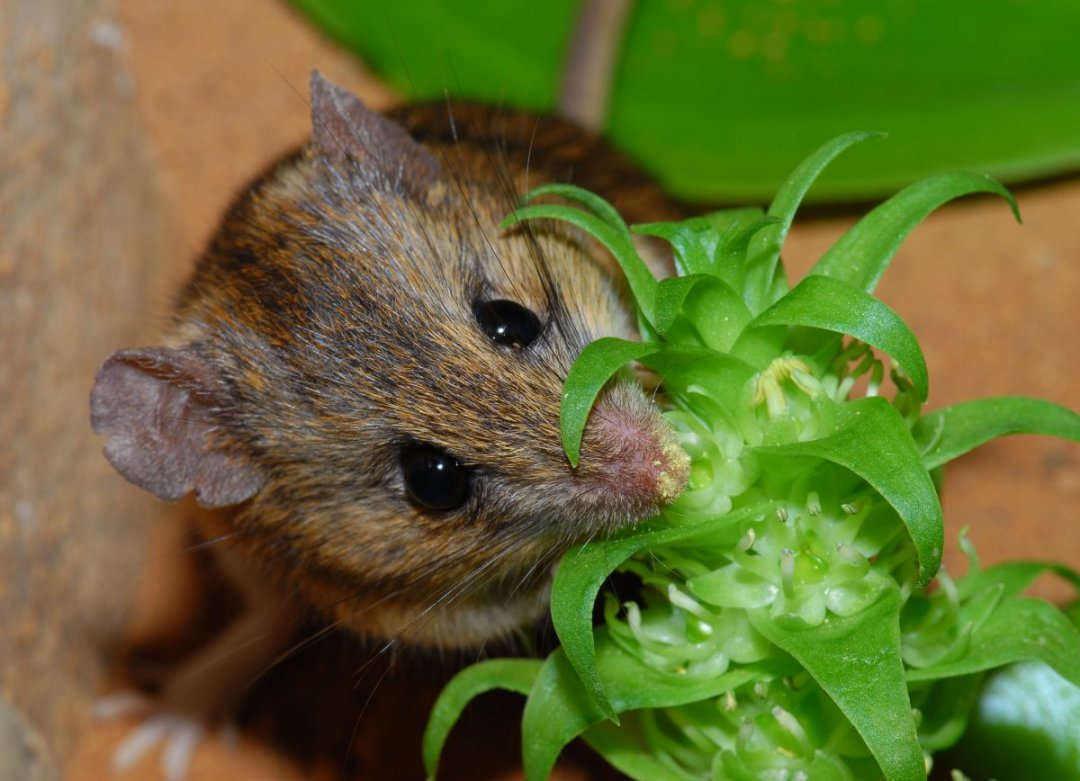
Esemplare mentre si nutre di nettare

Si nutre principalmente di erba, fogliame, semi e alcuni insetti.

### Riproduzione
Le nascite avvengono da dicembre fino ad aprile in Mozambico, da marzo ad aprile nel Botswana e Zimbabwe mentre in Sudafrica il periodo riproduttivo è stagionale e confinato ai mesi estivi umidi quando le scorte di cibo sono abbondanti. Danno alla luce 1-7 piccoli alla volta dopo una gestazione di circa 22 giorni. Alla nascita pesano circa 2,5 g. Rimangono attaccati alle proprie madri fino al ventunesimo giorno e vengono svezzati dopo 26, quando il loro peso è di 10-15 g.

## Distribuzione e habitat
Questa specie è diffusa nell'Angola sud-occidentale al Sudafrica.
Vive in zone semi-aride e nelle savane spesso associate con affioramenti rocciosi e kopje. È una specie commensale dell'Uomo.

## Tassonomia
Sono state riconosciute 4 sottospecie:
- M.n.namaquensis: Parte meridionale delle province sudafricane del Capo occidentale, Capo orientale; province del KwaZulu-Natal e Mpumalanga; Swaziland;
- M.n.alborarius (Peters, 1852): Angola sud-occidentale, Namibia settentrionale, Botswana settentrionale e centrale, Zimbabwe, Zambia e Malawi meridionali, Mozambico centrale e occidentale; parte settentrionale della provincia sudafricana del Limpopo;
- M.n.lehocla (Smith, 1836): Parte sud-occidentale della provincia sudafricana del Limpopo e la provincia del Nordovest; Namibia centrale e meridionale, Botswana sud-occidentale;
- M.n.monticularis (Jameson, 1909): Parte orientale della provincia sudafricana del Capo settentrionale, parte nord-orientale della provincia sudafricana del Capo occidentale, parte settentrionale della provincia sudafricana del Capo orientale, provincia sudafricana del Free State; Lesotho.

## Conservazione
La IUCN Red List, considerato il vasto areale e la popolazione numerosa, classifica M.namaquensis come specie a rischio minimo (Least Concern).